# Казачок (Воронежская область)
Казачо́к — посёлок в Таловском районе Воронежской области России. Входит в состав Александровского сельского поселения.

## География
Посёлок находится на северо-востоке центральной части Воронежской области, в лесостепной зоне, на расстоянии примерно 14 км (по прямой) к северо-северо-востоку (NNE) от рабочего посёлка Таловая, административного центра района. Абсолютная высота — 152 м над уровнем моря.
Часовой пояс
Посёлок Казачок, как и вся Воронежская область, находится в часовой зоне МСК (московское время). Смещение применяемого времени относительно UTC составляет +3:00.

## Население
| 2010 |
| ---- |
| 28   |

Гендерный состав
По данным Всероссийской переписи населения 2010 года, в гендерной структуре населения мужчины составляли 42,9 %, женщины — соответственно 57,1 %.
Национальный состав
Согласно результатам переписи 2002 года, в национальной структуре населения русские составляли 100 %.

## Улицы
В посёлке имеется одна улицы: ул. Свободы.